# دهستان ارشق غربی
دهستان ارشق غربی یا دهستان مشگین شمالی نام دهستانی در بخش مرادلو شهرستان مشگین‌شهر، استان اردبیل در ایران است. براساس سرشماری مرکز آمار ایران در سال ۱۳۸۵، جمعیت آن ۷۷۴۱ نفر (۱۶۹۲ خانوار) بوده‌است.